# Iva Primorac
Iva Primorac (* 10. April 1996) ist eine kroatische Tennisspielerin.

## Karriere
Primorac spielt vor allem auf der ITF Women’s World Tennis Tour, wo sie bislang ein Turnier im Einzel und fünf im Doppel gewinnen konnte.
Beim Tennis International 2018 erreichte sie das Viertelfinale im Dameneinzel.
In der deutschen Tennis-Bundesliga spielte sie 2012 für den TEC Waldau.

## Turniersiege

### Einzel
| Nr. | Datum              | Turnier | Kategorie   | Belag | Finalgegnerin   | Ergebnis |
| --- | ------------------ | ------- | ----------- | ----- | --------------- | -------- |
| 1.  | 27. September 2015 | Bol     | ITF $10.000 | Sand  | Natália Vajdová | 6:2, 6:2 |

### Doppel
| Nr. | Datum             | Turnier | Kategorie   | Belag     | Partnerin        | Finalgegnerinnen                             | Ergebnis          |
| --- | ----------------- | ------- | ----------- | --------- | ---------------- | -------------------------------------------- | ----------------- |
| 1.  | 29. Mai 2015      | Bol     | ITF $10.000 | Sand      | Tena Lukas       | Maria Fernanda Alves Ailen Crespo Azconzábal | 4:6, 6:1, [10:7]  |
| 2.  | 7. November 2015  | Antalya | ITF $10.000 | Sand      | Lina Gjorcheska  | Gjulnara Nasarowa Alexandra Pospelowa        | 6:4, 6:3          |
| 3.  | 14. November 2015 | Antalya | ITF $10.000 | Sand      | Lina Gjorcheska  | Alena Fomina Christina Shakovets             | 6:4, 4:6, [13:11] |
| 4.  | 9. Oktober 2016   | Bol     | ITF $10.000 | Sand      | Tena Lukas       | Nina Potočnik Rebeka Stolmár                 | 6:3, 6:4          |
| 5.  | 12. Mai 2018      | Sajur   | ITF $15.000 | Hartplatz | Madeleine Kobelt | Tamara Barad Itzhaki Adva Dabah              | 6:3, 6:3          |